# Édouard Millault
Pour les articles homonymes, voir Millault.
Laurent François Édouard Millault, né le 13 février 1808 à Paris et mort le 13 avril 1887 dans la même ville, est un compositeur, violoniste et professeur de musique français.

## Biographie
Édouard Millault est le fils de Simon Michel Millault et d'Anne Antoinette Périnot. Il est aussi le frère de l'abbé Sébastien Millault.
Il reçoit le premier prix de solfège au Conservatoire de Paris à l'âge de dix ans puis le premier prix d'harmonie et de contrepoint et le deuxième prix de violon et est l'élève, pour la composition, de François-Adrien Boieldieu et de François-Joseph Fétis. Il prend part au concours de composition de 1830 pour le Prix de Rome mais termine troisième derrière Hector Berlioz et Alexandre Montfort. Cependant il remporte le Premier Second Grand Prix avec la cantate La Dernière nuit de Sardanapale.
En 1829, il rejoint l'Orchestre de l'Opéra de Paris en tant que deuxième violoniste, en devient premier violon en 1831 puis troisième chef d'orchestre en 1859. 
De 1832 à 1869, il est également membre de la Société des concerts du conservatoire. Au Conservatoire, il est répétiteur d'une classe de contrepoint puis d'une classe de solfège. Parmi ses élèves, le plus célèbre est Félicien David.
Millault est connu pour ses compositions pour orchestre, sa musique de chambre, ainsi que pour des musiques d'église.
Il meurt le 13 avril 1887 en son domicile de la rue Saint-Claude dans le 6e arrondissement de Paris, et est inhumé au cimetière du Montparnasse (7e division).